# Acadia-Nationalpark
Der Acadia-Nationalpark an der Küste von Maine im Hancock County ist bekannt für seine zerklüftete Felsküste und raue Landschaft mit Bergen und Seen. Es ist der einzige Nationalpark in Neuengland und gehört zu den zehn meistbesuchten Nationalparks in den USA.

## Lage
Der Park umfasst etwa 192 km² Küstengebiet von Maine. Der größte Teil des Parks liegt auf Mount Desert Island (etwa 122 km²), kleinere Gebiete auf der vorgelagerten Isle au Haut (11 km²) und der nahe gelegenen Schoodic Peninsula (9,2 km²) sowie auf vielen kleineren Inseln.
Mount Desert Island ist über einen kurzen Damm mit dem Festland verbunden, die nächsten Städte sind Ellsworth und Bangor (im Penobscot County). Der Park bedeckt nur einen Teil der Insel, der Rest ist besiedelt und weist aufgrund der großartigen Umgebung sehr hohe Grundstückspreise auf.
Im Nordosten von Mount Desert Island liegt der alte Fischereihafen Bar Harbor, Hauptort der Insel und Eingang zum Park.

## Landschaft
Die wichtigsten Sehenswürdigkeiten finden sich entlang der Park Loop Road im Ostteil der Insel. Entlang der Südostküste findet man die charakteristische zerklüftete, von der Brandung umtoste Felsküste.
Landeinwärts liegt der Jordan Pond in einer von den Gletschern des Eiszeitalters geformten Landschaft. Der höchste Berg der Insel, Cadillac Mountain (505 m ü. M.), ermöglicht von seinem baumfreien Gipfel einen Blick über den Park. Er gilt auch als der Punkt in den Vereinigten Staaten, der den Sonnenaufgang als erster erblickt.
An der Südwestspitze der Insel, in der Nähe des Örtchens Bass Harbor, befindet sich der Leuchtturm Bass Harbor Head Light.

## Geschichte

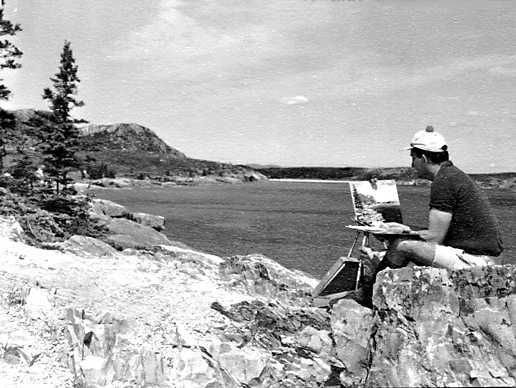
Blick von den Otter Cliffs

Die ersten Spuren menschlichen Ursprungs auf der Insel reichen mehr als 5000 Jahre zurück. Danach lebten Indianer vom Stamm der Abenaki auf der Insel. Im Jahr 1604 schließlich beschrieb der französische Entdecker Samuel de Champlain als erster Europäer die Insel. Da er den Eindruck hatte, als seien die relativ hohen Berge frei von Vegetation, gab er der Insel den Namen Isle des Monts Deserts, englisch Mount Desert Island.
In den folgenden 150 Jahren war die Insel im Krieg zwischen Franzosen, Briten und Indianern zu unsicher zur Besiedlung. Erst 1761 ließen sich hier britische Siedler nieder.
Mitte des 19. Jahrhunderts schließlich wurde die Insel für den Tourismus entdeckt. Die Superreichen aus den nahen Großstädten der Ostküste, Milliardäre wie John D. Rockefeller, Henry Ford und Mitglieder der Astor-Familie, kauften Land und verwandelten die Insel in eine Stätte des Luxus und der feinen Gesellschaft.
Ihnen ist aber auch die Entstehung des Parks zu verdanken: Eine Gruppe um John D. Rockefeller und Charles William Eliot, Präsident der Harvard University, kaufte ab 1901 Land auf, um es zu schützen. Am 16. Januar 1916 wurde der Park als Sieur de Monts National Monument gegründet und dem Staat gespendet unter der Auflage, ein Schutzgebiet zu gründen. Am 26. Februar 1919 erklärte der Kongress das Gebiet zum Lafayette Nationalpark (nach dem französischen Unterstützer der Amerikanischen Unabhängigkeit Marquis de Lafayette), damals der einzige östlich des Mississippi River. Am 19. Januar 1929 wurde der Park zum Acadia-Nationalpark umbenannt.
Heute gehört der Park mit über 3,5 Millionen Besuchern (2018) auch aufgrund seiner Nähe zu den Metropolen der Ostküste zu den zehn meistbesuchten Nationalparks.